# バカヤロー解散

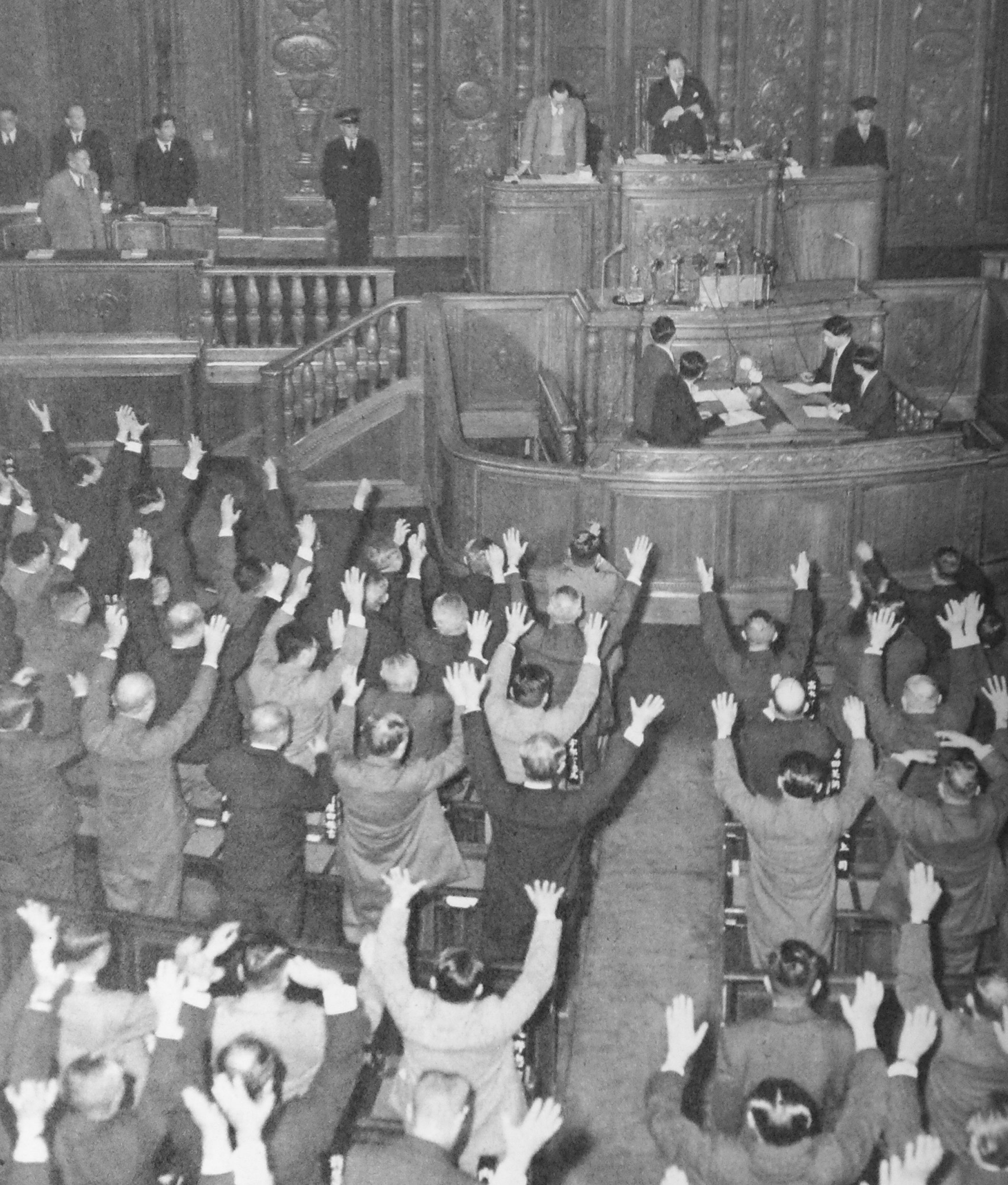
解散詔書が読み上げられ万歳三唱をする議員たち

バカヤロー解散（バカヤローかいさん）は、1953年（昭和28年）3月14日の衆議院解散の俗称である。この解散に伴って第26回衆議院議員総選挙が行われた。

## 経緯
1953年（昭和28年）2月28日、第15回国会中の衆議院予算委員会で、吉田茂首相と社会党右派の西村栄一議員との質疑応答中、吉田が西村に対して「バカヤロー」と発言したことがきっかけとなって衆議院が解散されたため、こう呼ばれる。
なお、「バカヤロー」と書くと大声を出したような印象を与えるが、吉田は席に着きつつ小声で「ばかやろう」と呟いたのみで、それを偶然マイクが拾い、気づいた西村が聞き咎めたために騒ぎが大きくなったというのが実態である。

「バカヤロー解散」の遠因は、吉田内閣の通産大臣池田勇人にあり、池田が「中小企業の一部倒産もやむを得ない」「所得の多い人は米を、所得の少ない方は麦を食うというような経済原則に沿ったほうへ持っていきたい」など、度重なる問題発言を行い、野党から通産大臣不信任決議案を提出され可決。窮地に追い込まれた吉田が、衆議院予算委員会における執拗な質問に該当発言を連発したものである。

### 質疑応答
問題となった吉田と西村の質疑応答の内容を以下に示す（表記は捨て仮名を除き議事録に基づく）。鉤括弧は正規の発言（挙手して委員長に発言許可を求め、「＊＊君」「内閣総理大臣」と委員長に指名されてから質問席あるいは答弁席で発言）、丸括弧は不規則発言（委員長の発言許可を得ずに自席から勝手に発言）、太字下線部は発言取り消しにより議事録で伏字となっている箇所である。
| 西村 | 「（前略） 総理大臣が過日の施政演説で述べられました国際情勢は楽観すべきであるという根拠は一体どこにお求めになりましたか。」 |
| 吉田 | 「私は国際情勢は楽観すべしと述べたのではなくして、戦争の危険が遠ざかりつつあるということをイギリスの総理大臣、あるいはアイゼンハウアー大統領自身も言われたと思いますが、英米の首脳者が言われておるから、私もそう信じたのであります。 （以下略）」 |
| 西村 | 「私は日本国総理大臣に国際情勢の見通しを承っておる。イギリス総理大臣の翻訳を承っておるのではない。 （中略） イギリスの総理大臣の楽観論あるいは外国の総理大臣の楽観論ではなしに、 （中略） 日本の総理大臣に日本国民は問わんとしておるのであります。 （中略） やはり日本の総理大臣としての国際情勢の見通しとその対策をお述べになることが当然ではないか、こう思うのであります。」 |
| 吉田 | 「ただいまの私の答弁は、日本の総理大臣として御答弁いたしたのであります。私は確信するのであります。」 |
| 西村 | 「総理大臣は興奮しない方がよろしい。別に興奮する必要はないじゃないか。」 |
| 吉田 | （無礼なことを言うな） |
| 西村 | 「何が無礼だ。」 |
| 吉田 | （無礼じゃないか） |
| 西村 | 「質問しているのに何が無礼だ。君の言うことが無礼だ。国際情勢の見通しについて、イギリス、チャーチルの言説を引用しないで、翻訳した言葉を述べずに、日本の総理大臣として答弁しなさいということが何が無礼だ。答弁できないのか、君は……。」 |
| 吉田 | （ばかやろう） |
| 西村 | 「何がばかやろうだ。ばかやろうとは何事だ。これを取消さない限りは、私はお聞きしない。議員をつかまえて、国民の代表をつかまえて、ばかやろうとは何事だ。取消しなさい。私はきょうは静かに言説を聞いている。何を私の言うことに興奮する必要がある。」 |
| 吉田 | 「……私の言葉は不穏当でありましたから、はっきり取消します。」 |
| 西村 | 「年七十過ぎて、一国の総理大臣たるものが取消された上からは、私は追究しません。しかしながら意見が対立したからというて、議員をばかやろうとか、無礼だとか議員の発言に対して無礼だとかばかやろうとかと言うことは、東條内閣以上のファッショ的思想があるからだ。静かに答弁しなさい。 （以下略）」                                                                                    |
上記のうち後半の「総理大臣は興奮しない方がよろしい」から「何を私の言うことに興奮する必要がある」までの部分は、西村の一回の正規発言となっている。質問席で正規発言をしていた西村に対して吉田が自席から合いの手を入れるように不規則発言を行い、互いに相手の発言に反応して言い争いとなったものである。

### その後
直後に吉田は発言を取り消し、西村もそれを了承したものの、この失言を議会軽視の表れとした社会党右派は、吉田を「議員としての懲罰事犯」に該当するとして懲罰委員会に付託するための動議を提出（この背景には鳩山一郎・三木武吉ら自由党非主流派の画策があったといわれる）。3月2日に行われた採決に際しては、自由党非主流派ばかりか野党の改進党で吉田側と協調姿勢を見せていた大麻唯男らの一派が欠席したことで動議の可決は微妙と見られていたが、主流派と見られていた広川弘禅農相らの一派も欠席（この欠席を理由に広川は農相を罷免された）したため懲罰委員会への付託動議は可決された（その後、懲罰委員会は開かれたものの、委員会としての決議は出ぬまま衆院解散により廃案となったため、本会議場における懲罰は科されていない）。
さらに追い討ちをかけるように内閣不信任決議案が提出され、先の懲罰事犯の委員会付託動議採決で欠席した自由党鳩山派30余名が脱党し不信任案に賛成したために3月14日にこれも可決。これを受けて吉田は衆議院を解散し、4月19日に第26回衆議院議員総選挙が行われることになった。

## 解説

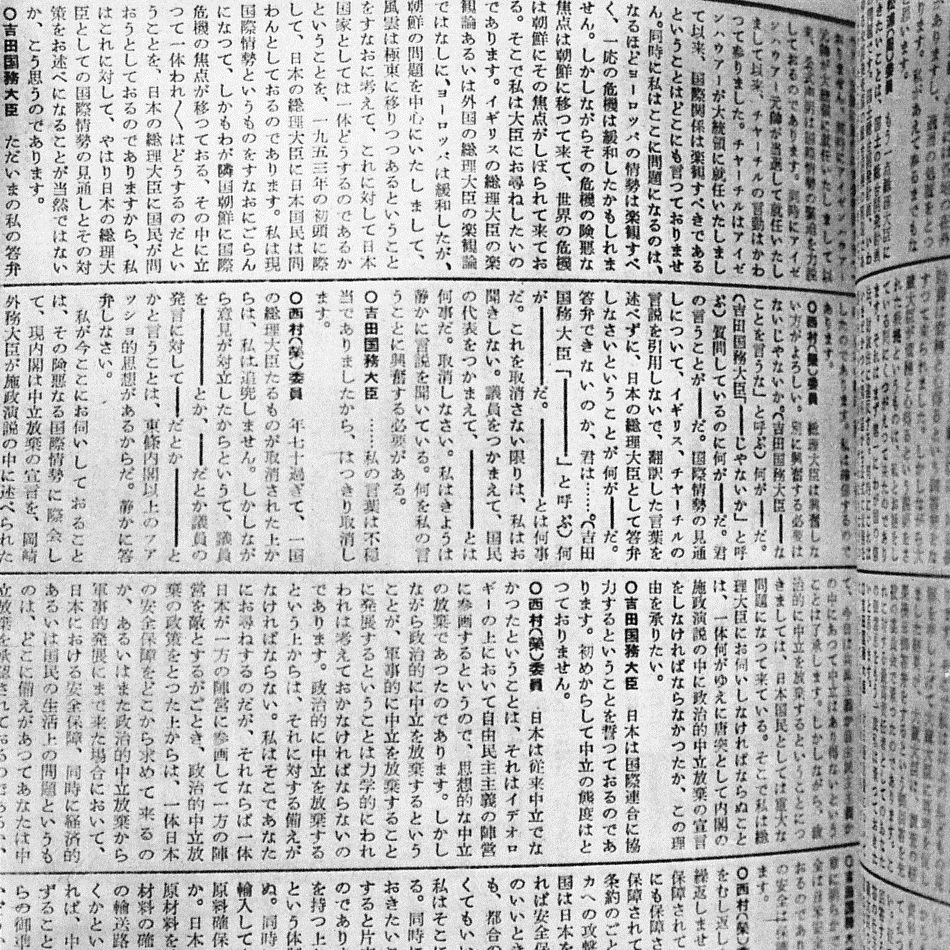
バカヤロー発言があった衆議院予算委員会議事録
（発言部分が「―」で伏字になっている。）

さすがの吉田も発言当初は「つい言ってしまったのがマイクに入った」としょげ返っていたが、数日後には元気を取り戻し、会合で「これからもちょいちょい失言するかもしれないので、よろしく」と余裕しゃくしゃくのスピーチを行っている。また、広川の裏切りについては「坊主は三代祟る」（広川は僧籍を持っている）とイギリス仕込みのユーモリストである吉田らしい表現で皮肉っている。
第二次世界大戦中、吉田は親英米派として軍部（とりわけ陸軍）に睨まれ、一時憲兵に身柄を拘束される憂き目にも遭っていた。逆に西村は軍人との繋がりがあり、戦時中かなり力が強かった。その様な過去もあり、吉田は西村に好感情を抱いていなかった。これが「バカヤロー発言」の一因とする見方がある。
このときの新聞記事では、2人の興奮したやり取りの後場内は鎮まり返り、そんな中、岡崎勝男外相に何事かを囁かれた吉田は「ニヤリと笑って立ち上がり丁重に取り消す」とある。このことから、吉田の心中は「緊張のための照れ笑いといい過ぎたとの思いが交錯」した複雑な心境であったことがうかがわれる。
解散後の総選挙では吉田の率いる自由党は大敗、かろうじて政権を維持したものの少数与党に転落し吉田の影響力は急速に衰えていった。これが吉田退陣につながる。晩年吉田はその回想録の中で「取るに足らない言葉尻をとらえて」不信任案に同調した与党の仲間を「裏切り」と糾弾し、「当時起こった多くの奇怪事」で最大のもので「忘れる事が出来ない」と述べている。
上記のように吉田が発言を取り消したため、議事録の中では、西村と吉田が発言した「無礼」と「バカヤロー」という単語はそれぞれ――および―――――で伏せられている。